# Hermine Maier-Heuser
Hermine Maier-Heuser (Schreibweise ab 1910 nur noch Hermine Maierheuser; * 22. Oktober 1882 in Linkenheim; † 23. Juni 1968 in Karlsruhe) war eine deutsche Heimat-Schriftstellerin. Neben Historienromanen und Novellen, häufig zu Begebenheiten am Oberrhein, verfasste sie auch Gedichte.

## Leben
Hermine Maierheuser, geborene Heuser, die „Dichterin vom Oberrhein“, war von Beruf Lehrerin. Ihre erste Stelle fand sie in Adelsheim im Odenwald, wo sie den Komponisten und Musiklehrer Karl August Maier kennenlernte. Das Paar heiratete und zog später nach Karlsruhe. Hier verband Hermine Maierheuser eine enge Freundschaft zu dem Maler Hans Thoma, woraus 1925 ihr Debüt als Schriftstellerin mit dem Buch Vertraute Stunden mit Hans Thoma entstand.
Weitere Werke wie das Epos Der Dreizack (1937) und Gedichtbände, unter anderem Zeitlieder zur Unzeit (1931), folgten. Ihre Höhe erreichte sie mit dem historischen Roman Bärbel von Ottenheim. Das Werk erschien 1939 und hatte sofort großen Erfolg. Sogar Verfilmungspläne lagen vor, die jedoch durch Kriegsausbruch zunichtegemacht wurden.
Ihr letzter Roman Tanz zu Regensburg blieb unvollendet. Hermine Maierheuser erlag am 23. Juni 1968 in Karlsruhe einem Herzversagen.
Nachlassverwalter der Dichterin und Schriftstellerin ist ihr Enkel Karlheinz Strümpel aus Karlsruhe.

## Werke (Auswahl)
- Erlöster Klang. Lahr in Baden: Schauenburg, 1953. Es  ist ein Roman über einen Geigenbauer mit sehr viel Lokalkolorit aus Karlsruhe
- Venusmenschen. Berlin: Steuben-Verl., 1940
- Bärbel von Ottenheim. Ein Roman vom Oberrhein. Berlin: Steuben-Verl., 1939 (eines ihrer bekanntesten Werke, ein in mehreren Auflagen erschienener Historienroman), als Taschenbuch 1995, ISBN 3-925021-09-4
- Der Schleier der Bärbel von Ottenheim. Kleine Prosa und Gedichte. Karlsruhe: Verlag des Karlsruher Boten/Kurt Rüdiger, 1962 (Linolschnitte von Fritz Möser)
- Gedichte, Märchen und Sagen. Hrsg.: Der Karlsruher Bote. Karlsruhe, Verlag des Karlsruher Boten, 1958
- Die Rheinkieselkette. Märchen, Sagen und Erzählungen für Kinder von zehn bis hundert Jahren. (Umschlag und Illustr.: Fritz Möser)
- Hans Thoma: Erinnerungen und Geschichten. Karlsruhe: Ed. dws, 1989
- Über dem See: Novelle um Annette von Droste und die Malerin Marie Ellenrieder. Ludwigsburg: Stockmayer, 1959
- Du fernes Herz: Wanderweg vom Abschied zum Wiedersehen. Karlsruhe: Der Karlsruher Bote, 1957 (Gedichtsammlung)
- Heiteres und Ernstes um Hans Thoma. Buxheim,  Martin Berger Verlag, 1962
- Hadumoths Heimat: Ein Flüchtlingskind erblüht am Bodensee. Karlsruhe: Karlsruher Bote, 1959 (Erzählung)
- Das kleine Perlwunder: Roman für junge Herzen. Lahr: Schauenburg, 1957
- Sinsheimer Lied. In: Badische Heimat, 34, 1954, S. 217 ff.
- Der Dreizack: Roman vom Oberrhein. Karlsruhe: Moninger, 1942
- Das Unverzeihliche. Karlsruhe: K. Moninger, 1951 (Roman)
- Tauchfahrt ins Unendliche. Berlin [u. a.]: Bischoff, 1943
- Zeitlieder zur Unzeit. Hirsau/Württ.: Die Arche, 1931
- Tanz zu Regensburg (Heiterer Roman aus düsterer Zeit) (Ill. Ludwig Barth) (Karlsruhe, Wehinger, 1968)

## Ehrung
In Linkenheim (bei Karlsruhe), dem Geburtsort der Dichterin, wurde 1962 eine Straße nach ihr benannt.